# 南知多町立南知多中学校
南知多町立南知多中学校（みなみちたちょうりつ みなみちたちゅうがっこう）は、愛知県知多郡南知多町にある公立中学校。
通学にはスクールバスや高速船も用いられる。

## 歴史
2023年（令和5年）4月、南知多町立内海中学校、南知多町立豊浜中学校、南知多町立師崎中学校、南知多町立日間賀中学校の4校を統合して開校した。開校時には旧南知多町立内海中学校の校舎を用いており、南知多町立篠島中学校は統合の対象となっていない。2028年（令和10年）4月、旧南知多町立豊浜中学校に建設する新校舎に移転する予定。

### 年表
- 2022年（令和4年）6月 - 南知多町議会で、校名が南知多町立南知多中学校に決定[5]。
- 2023年（令和5年）3月 - 南知多町立内海中学校、南知多町立豊浜中学校、南知多町立師崎中学校、南知多町立日間賀中学校の4校が閉校。
- 2023年（令和5年）4月 - 4中学校を統合した南知多町立南知多中学校が開校。
- 2023年（令和5年）4月5日 - 開校式が開催された[3][6]。

## 交通アクセス
- 名鉄知多新線内海駅から徒歩約3分。